# Трг младенаца (Нови Сад)
Трг младенаца је трг у Новом Саду, који се налази иза старе зграде новосадске поште. 
На овом месту је 1797. ископан бунар до којег се простирала пијаца из центра града. Краће време се на тргу налазила и Житна пијаца када се овај простор звао Брашнарски трг, односно Трг брашнарске ваге. Након уклањања Житне пијаце простор је преуређен и добио је ново име: Јелисаветин трг, Вилсонов трг, па Лењинов трг, да би на крају понео данашње име Трг младенаца по матичарском здању које се на њему налази. 
У буни 1849. године страдали су готово сви објекти на тргу, а за његову обнову велике заслуге носи жупан Феликс Парчетић који је на овом месту подигао палату резиденцијалног типа. Палата је урађена у класицистичком стилу и на њеној фасади још увек је уочљив племићки грб породице Парчетић. Данас се у овој палати налази матичарски уред. Поред Парчетићеве палате, овде се налази и зграда некадашње Трговачке академије, данас Економско-трговачко-туристичко-угоститељска школа „Светозар Милетић“.
У згради данашње старе Поште налазио се хотел „Централ“, изграђен крајем 19. века у стилу класицизма и неоренесансе. Испред овог хотела налазила се пространа летња башта. У њој су током лета приређиване игранке за омладину. Уз башту се налазила и станица фијакера. Након пробијања булевара Краљице Марије зграда је претворена у пошту, а испред ње, фасадом окренуто ка Булевару, никло је и ново модернистичко здање поште.
Један од најупечатљивијих објеката на Тргу је Адамовићева палата која је припадала богатој варошкој породици Адамовић, чувеној по производњи вина и коњака (Адамовићеви виногради налазили су се на месту данашњег Телепа). Палата је подигнута 1911. године као прва новосадска троспратница са два улаза, локалима у приземљу и великим и луксузним становима на спратовима. Зграду су пројектовали Геза Маркуш и Фриђеш Шпигел, архитекте из Пеште. На њој се огледа утицај мађарске сецесије, али и модернистички дух који посебно карактерише кровну конструкцију са гаудијевским димњацима. 

1998. трг бива оплемењен јавним обележјем и постаје препознатљив по спомеику - Капији жеља и фонтани жељa академског вајара Младена Маринкова